# مارغريت براون
مارغريت براون (بالإنجليزية: Margaret Brown)‏ (مواليد 18 يوليو 1867 ميزوري - 26 أكتوبر 1932) هي ناشطة اجتماعية ومحسنة أمريكية، اشتهرت بنجاتها على القارب رقم 6 من كارثة غرق آر إم إس تيتانيك، حيثُ قامت بِحثِّ ركاب طاقم النجاة على القارب بالعودة لمكان تحطم السفينة لتنجو من موتٍ محقق.

## حياتها
ولدت مارغريت في كوخٍ صغير ومتواضع مكون من غرفتين، بالقرب من نهر المسيسيبي بمدينة هانيبال بولاية ميزوري. والديها كانوا من الأيرلنديون الكاثوليك المهاجرين، وهما جون توبين وجوهانا توبين. ولمارغريت 3 إخوة وأخت واحدة.

## روابط خارجية
- مارغريت براون على موقع IMDb (الإنجليزية)
- مارغريت براون على موقع الموسوعة البريطانية (الإنجليزية)
- مارغريت براون على موقع إن إن دي بي (الإنجليزية)